# Christoph Riegel
Christoph Riegel (* 1648 in Lonnerstadt bei Höchstadt a. d. Aisch; begr. 16. Mai 1714 in Nürnberg) war ein deutscher Kupferstecher, Buchhändler und Verleger.

## Biografie

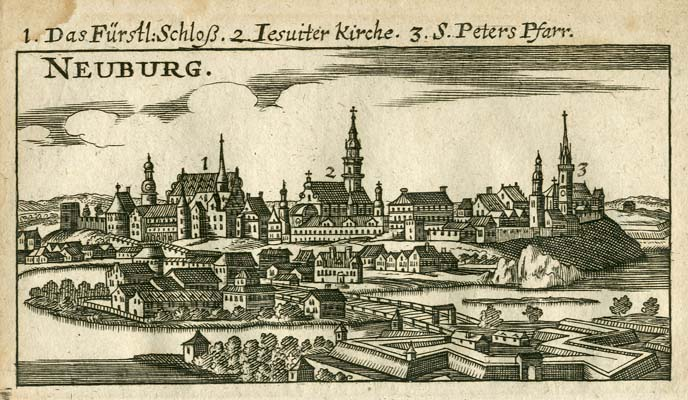
Neuburg an der Donau, Kupferstich aus Der getreue Reiß-Gefehrt, 1686

Christoph Riegel war von 1685 bis 1713 in Nürnberg im sogenannten Ämterbüchlein als Buchführer verzeichnet. Er gründete bereits um 1680 eine Buchhandlung und trat auch als Musik- und Landkartenverleger in Erscheinung. Der Verlag entwickelte sich zu einem der bedeutendsten seiner Zeit in Nürnberg und blieb drei Generationen im Besitz der Familie.
1684 heiratete er Susanna Magdalena Eckenbrecht (1659–1719), eine Tochter des Bankiers Lorenz Eckenbrecht. Nach seinem Tod führte die Witwe mit dem Sohn Christoph die Firma weiter, von 1716 bis 1720 als Christoph Riegels Erben im Ämterbüchlein eingetragen. 1721–1728 firmierte die Handlung wieder als Christoph Riegel, 1729–1746 als Paul Christoph Riegel, 1747–1774 als Paul Christoph Riegels Wittib, 1775–1796 als Paul Christoph Riegels Erben, 1797–1799 als Paul Christoph Riegel, 1800 als Paul Christoph Riegels Erben und ab 1804 als Riegel und Wießner.